# 帕赫塔奥博德
帕赫塔奥博德是位于乌兹别克斯坦錫爾河州的市級鎮。它是萨尔多巴区的行政中心。1989年其全市人口为10196人。